# Davy Jones (youtuber)
Gustavo Sanches Matsufugi (Rio de Janeiro, 29 de janeiro de 1988), mais conhecido como Davy Jones, é um youtuber brasileiro, apresentador e ex-dublador conhecido pelo seu canal Gameplayrj.

## Biografia
Administrador de empresas, Davy Jones deixou o emprego formal em 2010 para se dedicar exclusivamente aos jogos. Nesta época, utilizava o canal "Estúdio Pirata". Mais tarde, começou a produzir vídeos para o canal "Gameplayrj", inicialmente sobre o jogo Grand Theft Auto V e depois com foco em comentários de notícias da indústria de jogos eletrônicos e da cultura pop. Chegou a fazer sete vídeos diários. Em 2015, estava entre os dez maiores youtubers da categoria no Brasil. Em 26 de agosto de 2017, Davy Jones apareceu no programa Zero1, da TV Globo, apresentado por Tiago Leifert. No fim do ano, ele se mudou do Rio de Janeiro para São Paulo. Desde setembro de 2021, apresenta, ao lado de Igor "3K" Coelho o Flow Sport Club, um podcast ligado ao Flow Podcast que tem como convidados jogadores de futebol. Ele também fazia live streams na Twitch de jogos como Call of Duty: Warzone.
No dia 24 de maio de 2022, Davy estreou o "Flow Games", um podcast também integrado ao grupo Flow (assim como o Flow Sport Club), juntamente com outros youtubers, mas desta vez com total foco em games, comentando notícias desse mundo, entrevistando convidados ligados a esse meio, cobrindo eventos e conferências, etc.
Em 16 de setembro de 2022, o canal Gameplayrj foi hackeado, trazendo o nome "Ethereum" e transmitindo uma conferência gravada com Vitalik Buterin, cofundador da criptomoeda.

## Vida pessoal
Davy Jones tem um irmão. Fez papéis de dublagem enquanto ainda era menor de idade, sendo o mais conhecido a dublagem nos quatro primeiros filmes da franquia Harry Potter, onde fez o papel de Vicente Crabbe, interpretado por Jamie Waylett.

## Prêmios e indicações
| Ano  | Prêmio              | Categoria    | Resultado | Ref.   |
| ---- | ------------------- | ------------ | --------- | ------ |
| 2019 | MTV MIAW            | Gamer do Ano | Indicado  | [ 11 ] |
| 2019 | Prêmio Influency.me | Games        | Indicado  | [ 12 ] |
| 2020 | Prêmio iBest        | Games        | Indicado  | [ 13 ] |
| 2021 | Prêmio iBest        | Gamer do Ano | Indicado  | [ 14 ] |